# Wohnhausgruppe Hafenstraße

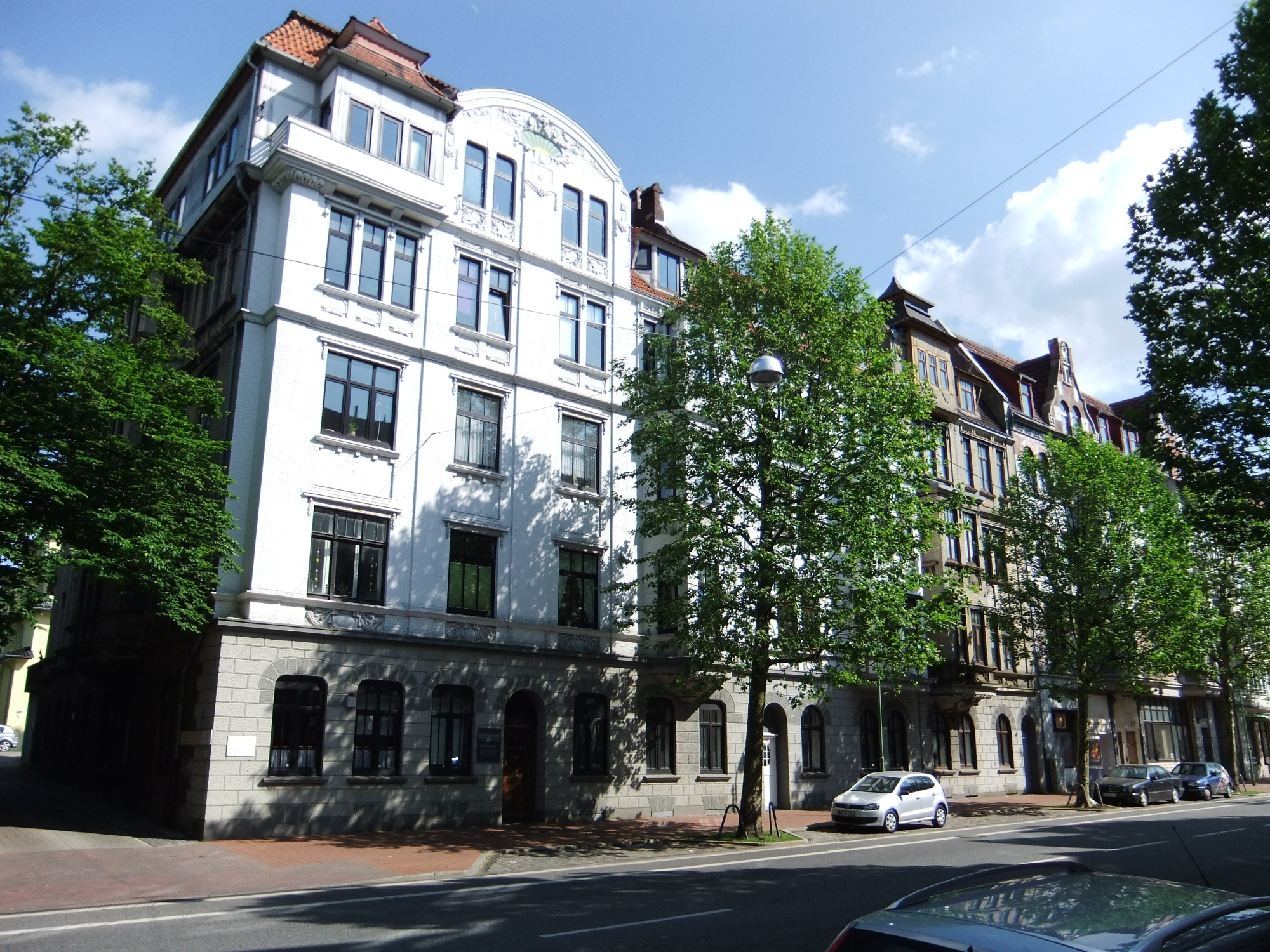
Häusergruppe 42 bis 48

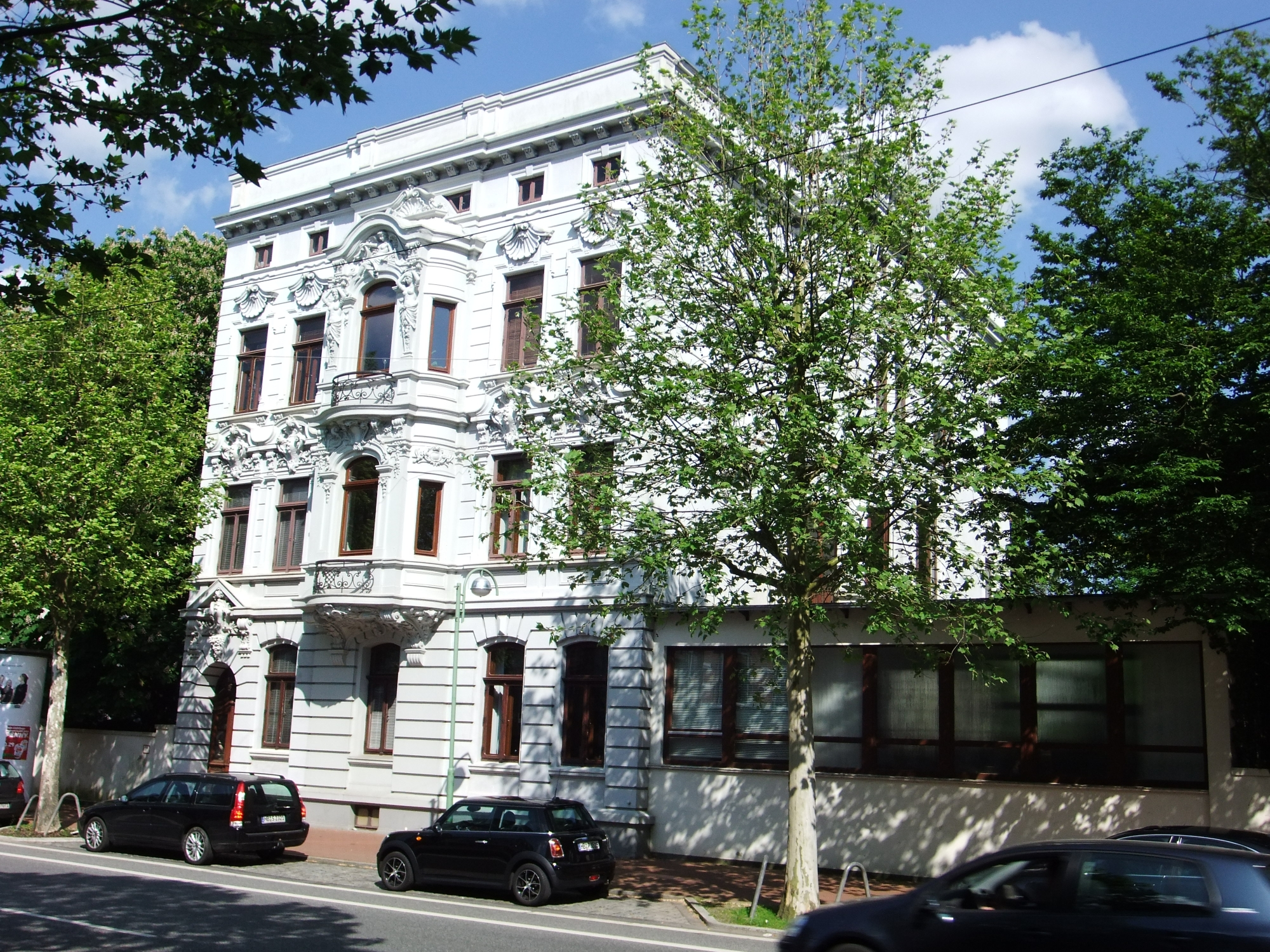
Nr. 50: Villa Kistner

Die Wohnhausgruppe Hafenstraße in Bremerhaven – Lehe, Ortsteil Klushof, Hafenstraße 42 bis 48, entstand 1903 bis 1906.
Die Gebäude stehen seit 1980 unter Bremer Denkmalschutz. Zwei weitere Einzeldenkmäler, die nicht zu dieser Gruppe gehören, setzen die Häuserreihe fort.

## Geschichte
Lehe wuchs ab der Mitte des 19. Jahrhunderts begünstigt durch die neuen Häfen in Alt-Bremerhaven (Mitte) sehr rasant zunächst von Alt-Lehe nach Süden im Bereich der Leher Chaussee, heute Hafenstraße.
Folgende vier- und fünfgeschossigen Wohn- und Geschäftshäuser als Mietshäuser entstanden in der Bauepoche der Jahrhundertwende:
- Nr. 42: Haus von 1903 mit neobarockem Giebel nach Plänen von Wilhelm Rogge[2]
- Nr. 44: von 1903/06 nach Plänen von H.F. Kistner[3]
- Nr. 46: von 1903/06 nach Plänen von H.F. Kistner[4]
- Nr. 48: Fünfgeschossiges Haus von 1903/06   mit Rundbogengiebel und Eckausbildung nach Plänen von H.F. Kistner[5]

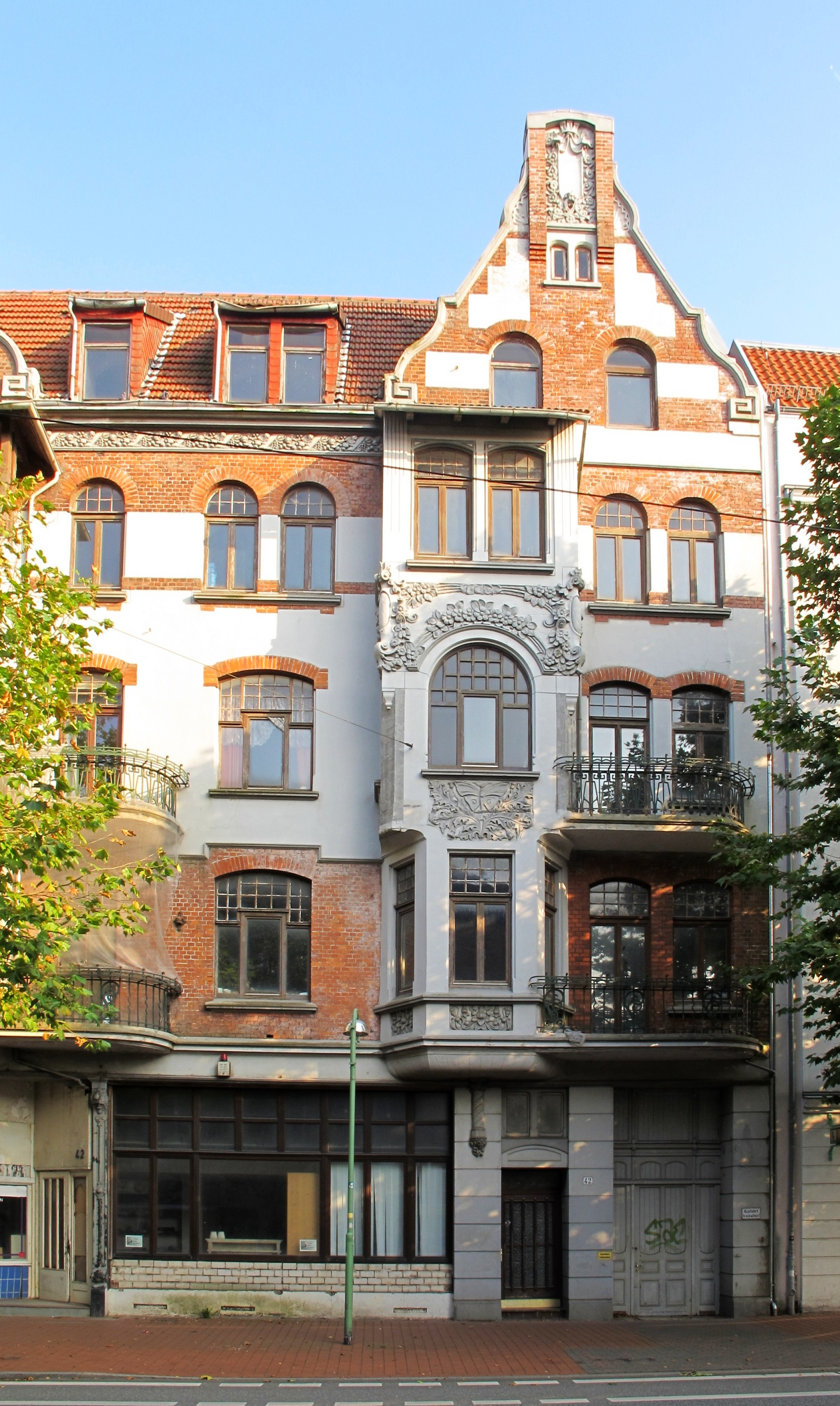
Nr. 42
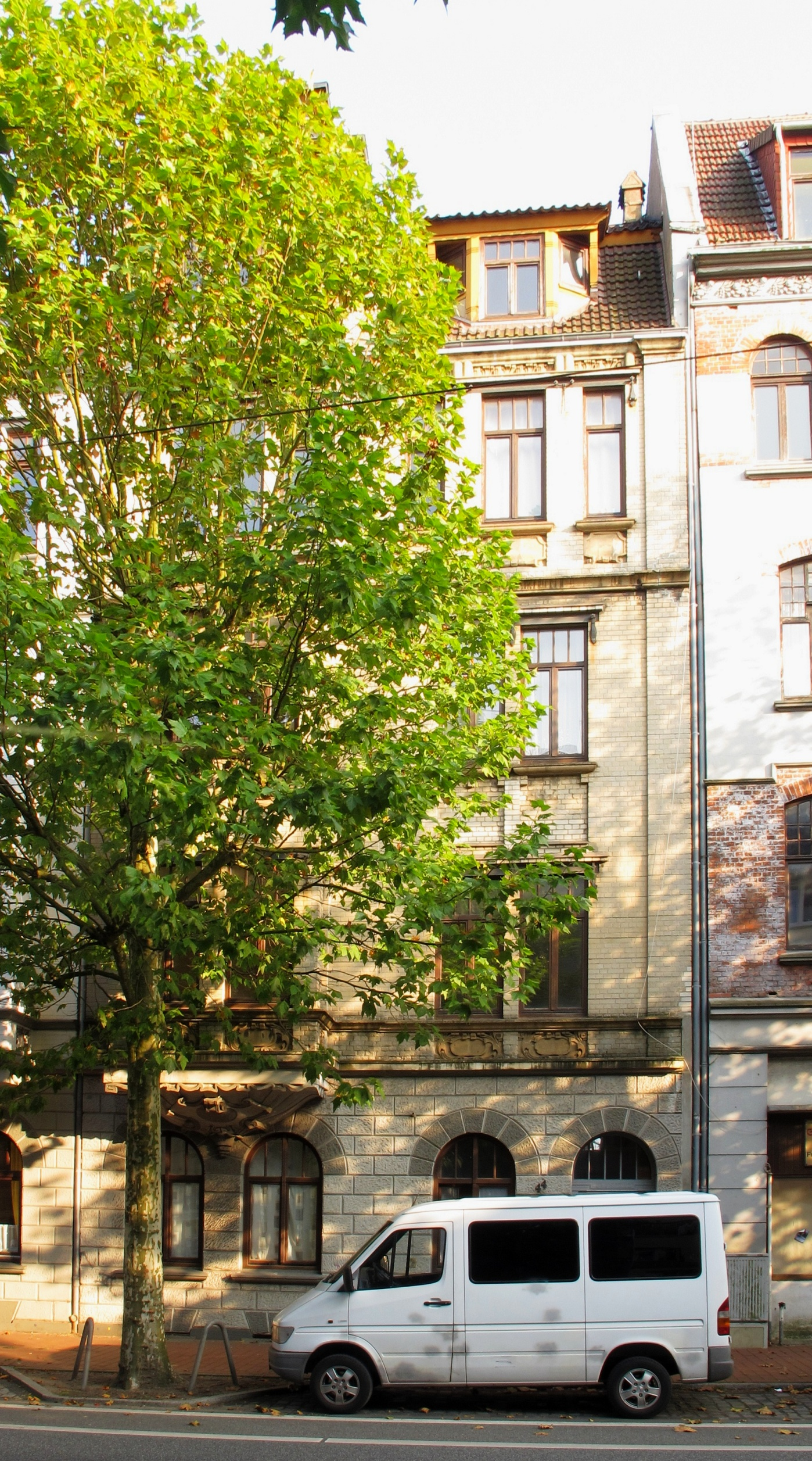
Nr. 44
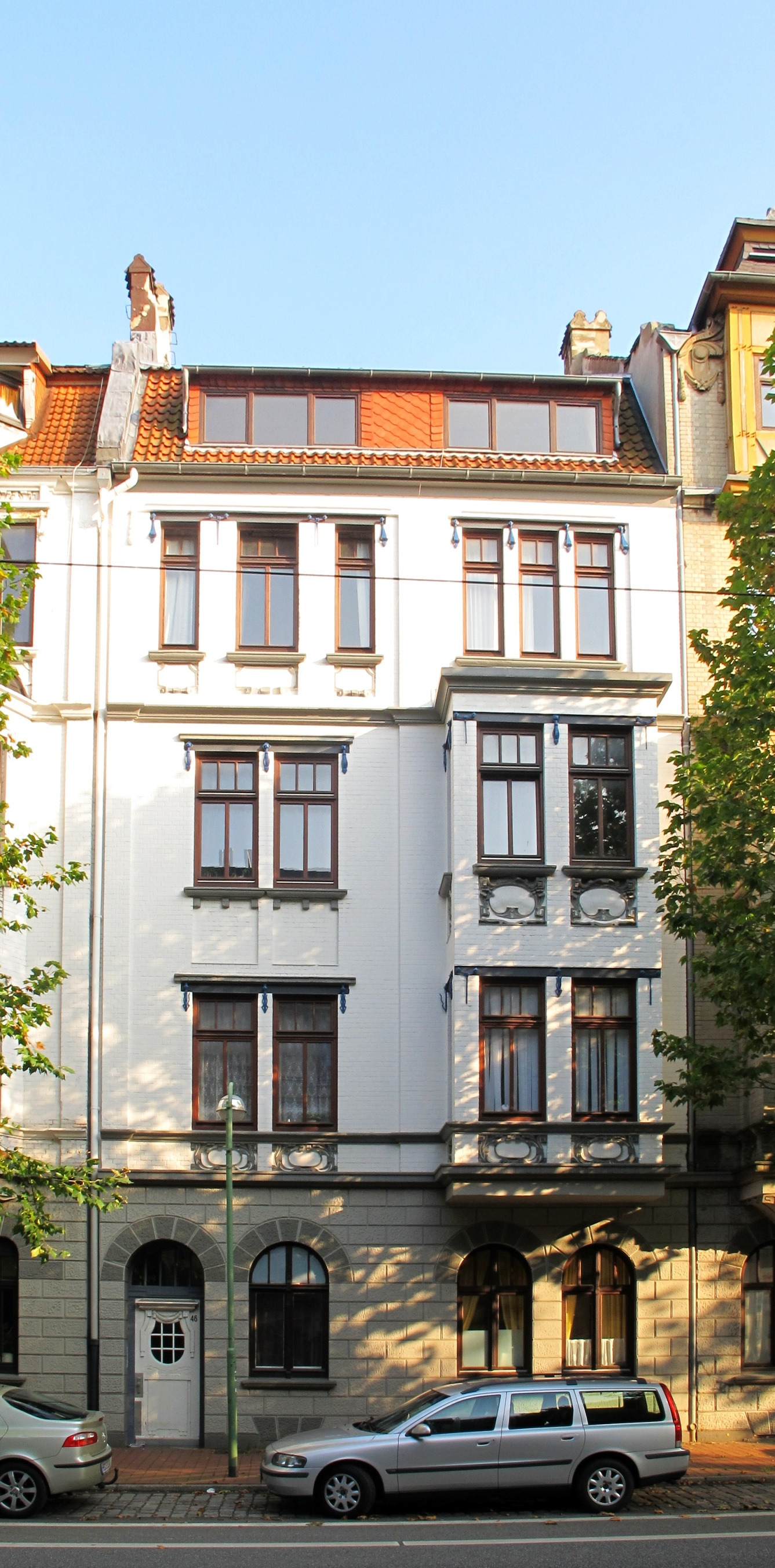
Nr. 46
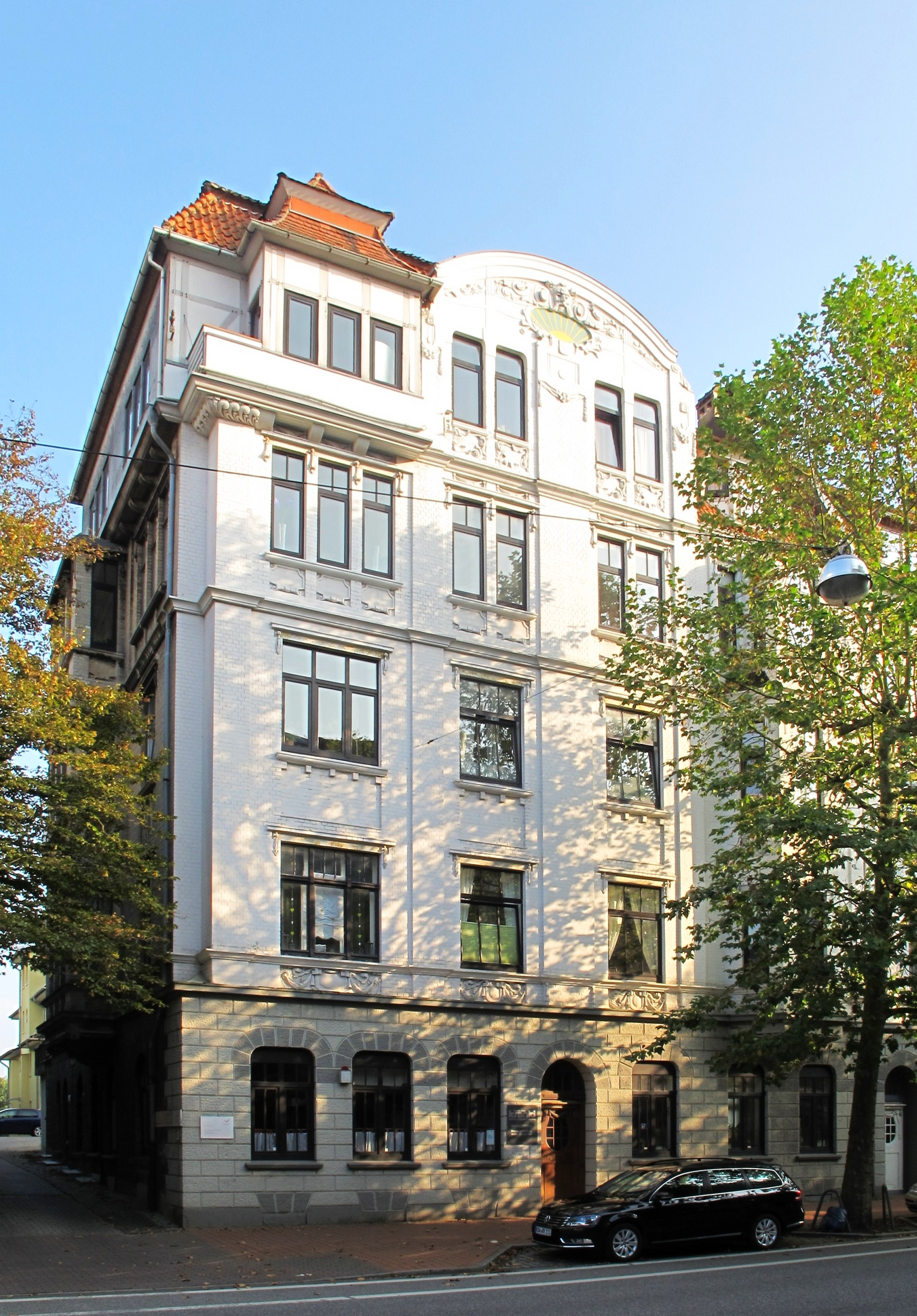
Nr. 48

## Weitere Einzeldenkmäler
Nr. 50: Die freistehende historisierende Villa Kistner von 1897 nach Plänen von H.F Kistner als Wohnhaus und Büro des Bauunternehmens Kistner steht seit 1984 unter Denkmalschutz.

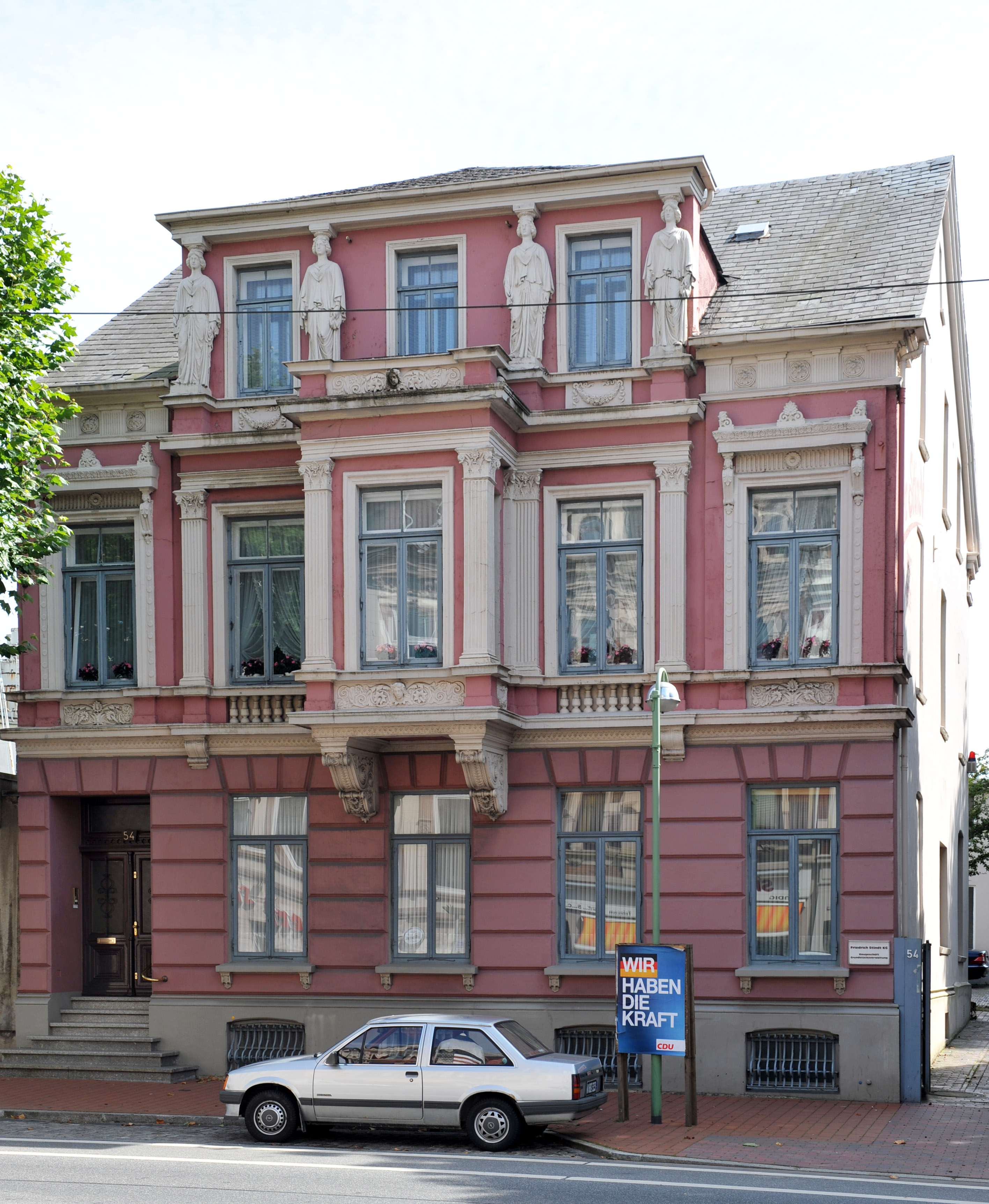
Nr. 54: Villa Möller

Nr. 54: Die historisierende Villa Möller – Denkmalschutz seit 1992 – steht daneben als  zweigeschossiges Wohnhaus von 1870 im neoklassizistischem Stil, reich dekoriert mit vorstehenden Säulen, Pilastern, vier Figuren als Säulen und Quadermauerwerk im Erdgeschoss. Bauherr war der Zimmermeister und Unternehmer Heinrich Möller.